# Detroit Film Critics Society Awards 2013
6. ročník udílení cen Detroit Film Critics Society Awards předal ceny v těchto kategoriích:

## Vítězové a nominovaní

### Nejlepší film
Ona
- 12 let v řetězech
- Před půlnocí
- Gravitace
- Dočasný domov

### Nejlepší režisér
Alfonso Cuarón – Gravitace
- Paul Greengrass – Kapitán Phillips
- Spike Jonze – Ona
- David O. Russell – Špinavý trik
- Martin Scorsese – Vlk z Wall Street

### Nejlepší herec v hlavní roli
Matthew McConaughey – Klub poslední naděje jako Ron Woodroof
- Leonardo DiCaprio – Vlk z Wall Street jako Jordan Belfort
- Chiwetel Ejiofor – 12 let v řetězech jako Solomon Northup
- Tom Hanks – Kapitán Phillips jako kapitán Richard Phillips
- Robert Redford – Vše je ztraceno jako Our Man

### Nejlepší herečka v hlavní roli
Brie Larson – Dočasný domov jako Grace
- Amy Adamsová – Špinavý trik jako Sydney Prosser
- Julie Delpy – Před půlnocí jako Céline
- Adèle Exarchopoulos – Život Adele jako Adèle
- Meryl Streepová – Blízko od sebe jako Violet Weston

### Nejlepší herec ve vedlejší roli
Jared Leto – Klub poslední naděje jako Rayon
- Barkhad Abdi – Kapitán Phillips jako Abduwali Muse
- James Franco – Spring Breakers jako Alien
- Matthew McConaughey – Bahno z Mississippi jako Bahno
- Stanley Tucci – Hunger Games: Vražedná pomsta jako Caesar Flickerman

### Nejlepší herečka ve vedlejší roli
Scarlett Johanssonová – Ona jako Samantha (hlas)
- Jennifer Lawrenceová – Špinavý trik jako Rosalyn Rosenfeld
- Lupita Nyong'o – 12 let v řetězech jako Patsey
- Julia Robertsová – Blízko od sebe jako Barbara Weston-Fordham
- June Squibb – Nebraska jako Kate Grant

### Nejlepší obsazení
Špinavý trik
- 12 let v řetězech
- Blízko od sebe
- Jasmíniny slzy
- Vlk z Wall Street

### Objev roku
Brie Larson – Dočasný domov (herečka)
- Lake Bell – Hlas (herečka, scenárista, režisérka)
- Ryan Coogler – Fruitvale (režisér, scenárista)
- Destin Cretton – Dočasný domov (režisér, scenárista)
- Michael B. Jordan – Fruitvale (herec)

### Nejlepší scénář
Spike Jonze – Ona
- Destin Cretton – Dočasný domov
- Richard Linklater, Julie Delpy a Ethan Hawke – Před půlnocí
- David O. Russell a Eric Warren Singer – Špinavý trik
- Terence Winter – Vlk z Wall Street

### Nejlepší dokument
Příběhy, které vyprávíme
- Černý zabiják
- Způsob zabíjení
- Náměstí Tahrír
- Neznámé známé